# Cancúns internationella flygplats
Cancúns internationella flygplats (IATA: CUN, ICAO: MMUN) (spanska: Aeropuerto Internacional de Cancún) är en internationell flygplats belägen i Cancún, Quintana Roo i Mexiko. Den ligger på Yucatánhalvön. Det är landets andra mest trafikerade flygplats efter Mexiko Citys internationella flygplats.